# Lijst van Belgische Amerikanen
Op de lijst van Belgische Amerikanen staan Belgen die naar Verenigde Staten emigreerden en hun nakomelingen.

## Architectuur
- Max van den Corput (1825-1911) - architect van het tweede centrale spoorwegstation van Atlanta en kapitein in de landmacht van de Geconfedereerde Staten van Amerika, werd geboren in Elsene

## Economie
- Werner De Bondt (1954) - onderzoeker van beleggersgedrag; legde irrationele reacties bloot en is autoriteit op het gebied van psychologie van het beleggen ("behavioral finance")
- Robert Triffin (1911-1993) - grondlegger van het Triffindilemma, waarmee hij de onvolkomenheden van de Overeenkomst van Bretton Woods blootlegde, werd geboren in Vloesberg

## Entertainment
- Audrey Hepburn (1929-1993) - actrice in onder andere My Fair Lady, werd geboren in Elsene
- Jean-Claude Van Damme (1960) - acteur in actiefilms, werd geboren in Sint-Agatha-Berchem
- Tim Visterin (1940-2018) - muziekuitgever, zanger, cabaretier; werd geboren in Antwerpen en keerde in 1991 naar België terug
- Anouck Lepere (1979) - topmodel, werd geboren in Antwerpen

## Kunst
- Ade Bethune (1914-2002) - religieus kunstenares, werd geboren in Schaarbeek
- Camil Van Hulse (1897-1988) - componist, werd geboren in Sint-Niklaas

## Militair
- Max van den Corput (1825-1911) - architect van het tweede centrale spoorwegstation van Atlanta en kapitein in de landmacht van de Geconfedereerde Staten van Amerika, werd geboren in Elsene
- George Washington Goethals (1858-1928), hoofdingenieur tijdens de bouw van het Panamakanaal en generaalkwartiermeester tijdens de Eerste Wereldoorlog; zoon van Vlaamse immigranten
- Luitenant-kolonel Charles Vanden Bulck alias Carolus Joannes Cornelius Van den Bulck (1904-1962) van het United States Army Corps of Engineers, administratief directeur en speciale uitbetalingsfunctionaris van het Manhattanproject te Oak Ridge, Tennessee, werd geboren in Antwerpen

## Politiek
- Louis Charles Rabaut (1886-1961) - lid van het Huis van Afgevaardigden voor de Democratische Partij van 1935 tot 1947 en van 1949 tot 1961; kleinzoon van Vlaamse immigranten
- Pierre Minuit (1594-1638) - derde gouverneur van Nieuw-Nederland; zijn vader kwam oorspronkelijk uit Doornik

## Religie
- James Oliver Van de Velde (1795-1855) - tweede rooms-katholieke bisschop van Chicago, werd geboren in Lebbeke
- Louis Hennepin (ca. 1640-1705) - missionaris en verkenner van het Mississippigebied, werd geboren in Aat
- Jozef De Veuster oftewel Pater Damiaan (1840-1889) - missionaris bij de melaatsen op Molokai, werd geboren in Ninde
- Pieter-Jan De Smet (1801-1873) - missionaris, werd geboren in Dendermonde
- Henry Gabriëls (1838-1921) - tweede katholieke bisschop van Ogdensburg, New York, van 1891 tot 1921, werd geboren in Wannegem-Lede
- Augustin Van de Vyver (1844-1911), zesde katholieke bisschop van Richmond, Virginia, van 1889 tot 1911, werd geboren in Haasdonk

## Sport
- Earl Louis 'Curly' Lambeau (1898-1965) - speler, trainer in het American football en oprichter van de Green Bay Packers; zoon van Belgische immigranten
- Eddy Hellebuyck (1961), langeafstandsloper, werd geboren in Deinze
- Christian Vande Velde (1976), wielrenner; achterkleinzoon van een Vlaamse immigrant
- Roger De Coster (1944), motorcrosser, werd geboren in Ukkel

## Wetenschap
- Leo Hendrik Baekeland (1863-1944) - chemicus, werd geboren in Gent
- Karel Jan Bossart (1904-1975), ingenieur, vader van de Atlasraket, werd geboren in Antwerpen
- George Sarton (1884-1956), humanist en wetenschapshistoricus, werd geboren in Gent
- Ingrid Daubechies (1954), natuurkundige en wiskundige, werd geboren in Houthalen
- Charles Van Depoele (1846-1892) - uitvinder van de elektrische tram, werd geboren in Lichtervelde